# Font de Cododalt
La Font de Cododalt és una font del terme de Llimiana, a la zona dels Masos de Llimiana. Està situada a 503 m d'altitud, al nord de Can Xinco, al sud de la caseria dels Masos de Llimiana.